# Паплінек
Паплінек (пол. Paplinek) — село в Польщі, у гміні Ковеси Скерневицького повіту Лодзинського воєводства.
Населення — 42 особи (2011).

## Демографія
Демографічна структура станом на 31 березня 2011 року:
|          | Загалом | Допрацездатний вік | Працездатний вік | Постпрацездатний вік |
| -------- | ------- | ------------------ | ---------------- | -------------------- |
| Чоловіки | 21      | 2                  | 17               | 2                    |
| Жінки    | 21      | 1                  | 15               | 5                    |
| Разом    | 42      | 3                  | 32               | 7                    |